# 林其珍
林其珍（？—），男，中华人民共和国侨务专家，中华全国归国华侨联合会原副主席，北京市归国华侨联合会原主席，燕京华侨职业学院董事。